# JAC X4
Der JAC X4 ist ein seit 2020 gebautes Kompakt-SUV des chinesischen Automobilherstellers JAC.

## Geschichte
Der X4 wurde im Juni 2020 als modernisierte Variante des JAC S4 auf dem chinesischen Markt eingeführt. Der S4 blieb dort zunächst weiter erhältlich. In Brasilien ersetzte das Fahrzeug im Dezember 2020 jedoch den S4, der dort als T60 vermarktet wurde. Das Sport Utility Vehicle wurde dort bis November 2022 als JAC T60 Plus mit Verbrennungsmotor verkauft. Der mexikanische Markt folgte im März 2021 als JAC Sei 4 Pro. Der batterieelektrisch angetriebene Sol E40X der Marke Sol wurde im Juli 2020 auf der Chengdu Auto Show vorgestellt. Er wird seit Januar 2021 in China, seit August 2021 in Brasilien, seit April 2022 in der Schweiz und seit Juni 2022 in Mexiko verkauft. In Russland sollte die Baureihe zunächst als JAC JS4 auf den Markt kommen, wobei sie aus dem Ausland importiert hätte werden sollen. Durch den Verkauf des Moskauer Renault-Werks als Reaktion auf den russischen Krieg gegen die Ukraine wurde die Wiederbelebung der Marke Moskwitsch möglich. Letztendlich wird das Fahrzeug in diesem Werk seit November 2022 als Moskwitsch-3 gebaut.

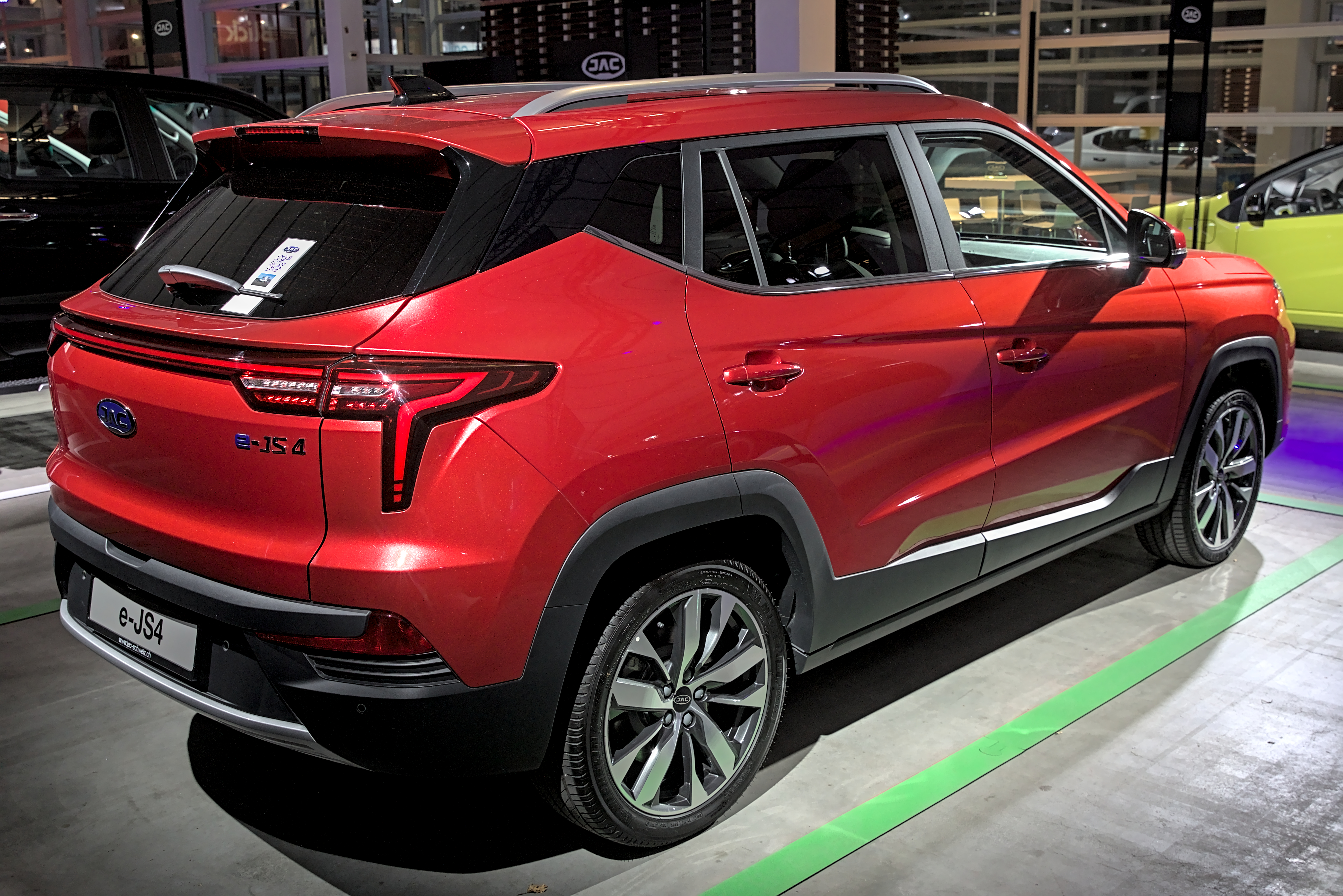
Heckansicht
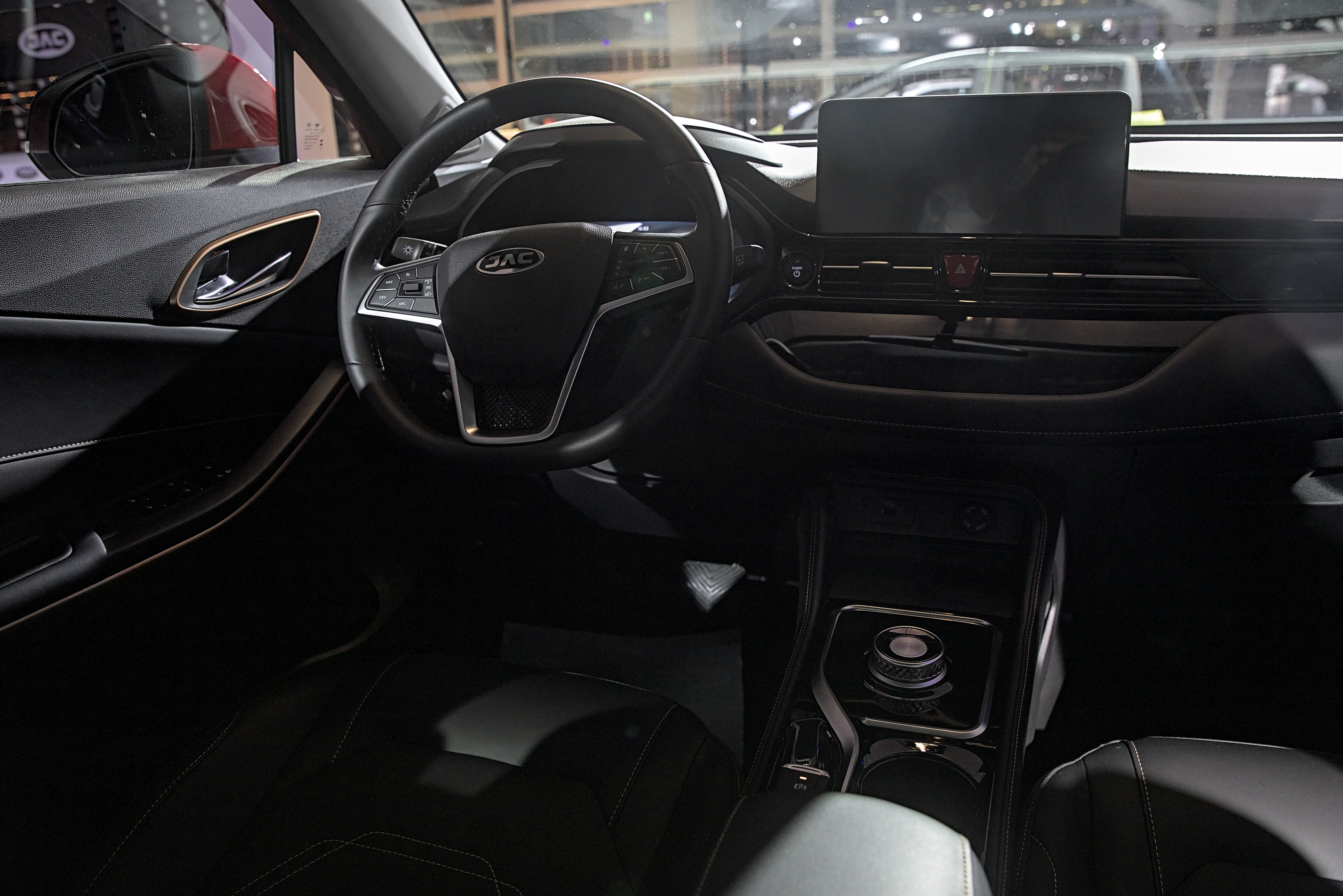
Innenraum
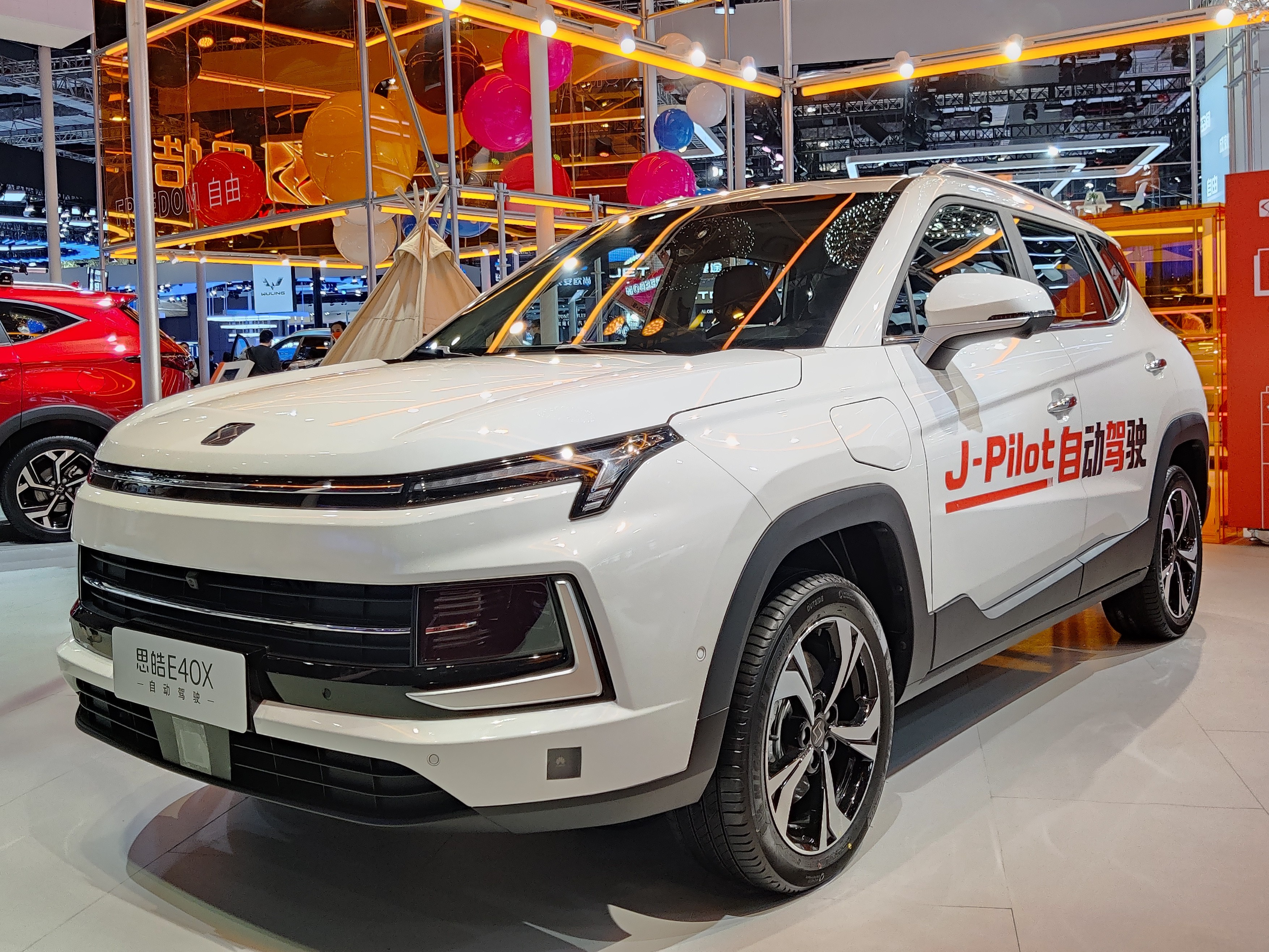
Sol E40X (seit 2021)
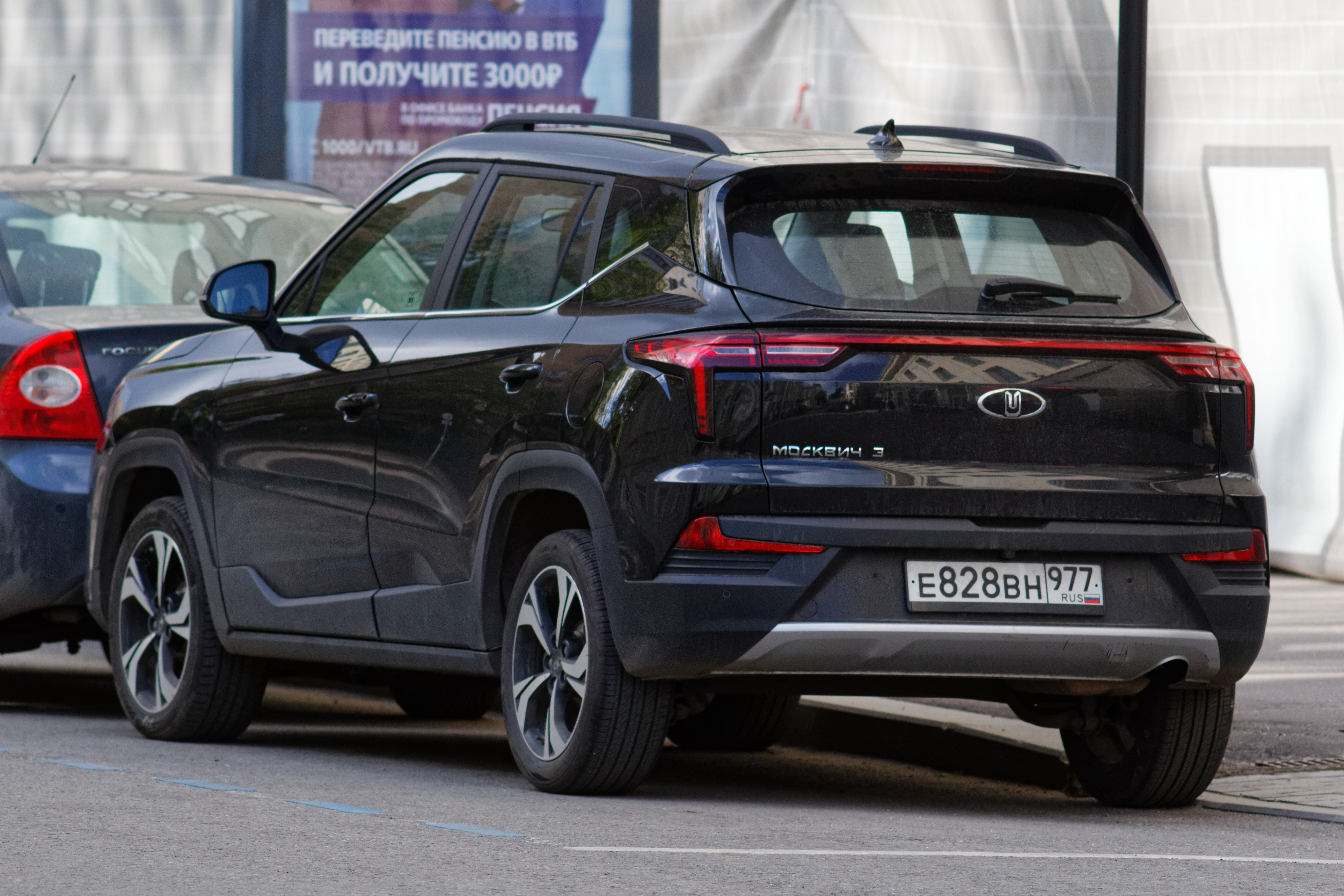
Moskwitsch-3 (seit 2022)

## Technische Daten
Angetrieben wird der X4 vom bereits aus dem S4 bekannten 1,5-Liter-Ottomotor. Das Fahrzeug wird nur mit Vorderradantrieb angeboten. Serienmäßig hat der X4 ein 6-Gang-Schaltgetriebe, gegen Aufpreis ist ein stufenloses Getriebe erhältlich. In Mexiko gibt es zusätzlich noch einen 1,6-Liter-Ottomotor. Der E40X hat einen Akkumulator mit einem Energieinhalt von 55 kWh oder 66 kWh. Die Reichweite wird nach NEFZ mit 420 km bzw. 502 km angegeben.
|                                                      | 1.5 T                     | 1.5 T                  | 1.6                   | E40X / E-JS4              | E40X / E-JS4              | E40X / E-JS4              |
| Markt                                                | China, Mexiko             | Brasilien              | Mexiko                | China, Brasilien, Mexiko  | China                     | Schweiz                   |
| Bauzeitraum                                          | seit 06/2020              | 12/2020–11/2022        | seit 03/2021          | seit 01/2021              | seit 01/2021              | seit 04/2022              |
| Motorkenndaten                                       |                           |                        |                       |                           |                           |                           |
| Motortyp                                             | R4-Ottomotor              | R4-Ottomotor           | R4-Ottomotor          | Elektromotor              | Elektromotor              | Elektromotor              |
| Hubraum                                              | 1499 cm³                  | 1499 cm³               | 1590 cm³              | —                         | —                         | —                         |
| max. Leistung bei min−1                              | 110 kW (150 PS) / 5500    | 124 kW (169 PS) / 5500 | 88 kW (120 PS)        | 110 kW (150 PS)           | 110 kW (150 PS)           | 142 kW (193 PS)           |
| max. Drehmoment bei min−1                            | 210 Nm / 2000–4500        | 210 Nm / 2000–4500     | 150 Nm                | 340 Nm                    | 340 Nm                    | 340 Nm                    |
| Kraftübertragung                                     |                           |                        |                       |                           |                           |                           |
| Antrieb                                              | Vorderradantrieb          | Vorderradantrieb       | Vorderradantrieb      | Vorderradantrieb          | Vorderradantrieb          | Vorderradantrieb          |
| Getriebe, serienmäßig                                | 6-Gang-Schaltgetriebe     | Stufenloses Getriebe   | 6-Gang-Schaltgetriebe | 1-Gang-Reduktionsgetriebe | 1-Gang-Reduktionsgetriebe | 1-Gang-Reduktionsgetriebe |
| Getriebe, optional                                   | (Stufenloses Getriebe)    | —                      | —                     | —                         | —                         | —                         |
| Messwerte                                            |                           |                        |                       |                           |                           |                           |
| Höchstgeschwindigkeit                                | 170 km/h (170 km/h)       | 195 km/h               | k. A.                 | 150 km/h                  | 150 km/h                  | 150 km/h                  |
| Beschleunigung, 0–100 km/h                           | k. A. (k. A.)             | 9,6 s                  | k. A.                 | 9,7 s                     | 9,7 s                     | 9,4 s                     |
| Kraftstoff-/Energieverbrauch auf 100 km (kombiniert) | 7,2 l Super (7,2 l Super) | k. A.                  | k. A.                 | 14,9 kWh                  | k. A.                     | k. A.                     |
| Tankinhalt                                           | 50 l                      | 50 l                   | 50 l                  | —                         | —                         | —                         |
| Batteriekapazität                                    | —                         | —                      | —                     | 55 kWh                    | 66 kWh                    | 66 kWh                    |
| elektrische Reichweite nach NEFZ                     | —                         | —                      | —                     | 420 km (NEFZ)             | 502 km (NEFZ)             | 405 km (WLTP)             |